# Mehanizam sa zupčastom letvom
Mehanizam sa zupčastom letvom ili mehanizam s ozubljenom letvom se koristi za upravljanje motornim vozilima. Kružno gibanje upravljača pretvara se u pravocrtno bočno pomicanje zupčaste letve koja je smještena između kotača i preko spojnih dijelova ih pomiče. Ozubljene letve su ustvari zupčanici s beskonačnim promjerom, kojima se kružno gibanje zupčanika pretvara u ravnocrtno gibanje letve ili, rjeđe, obratno.

## Upravljački mehanizam kod automobila
Upravljački mehanizam kod automobila je cjelokupni sustav pomoću kojega se upravlja zakretanjem prednjih kotača vozila i kretanja u željenom pravcu. Postoje dva osnovna tipa upravljačkog mehanizma, sa:
- zupčastom letvom,
- pužnim prijenosom.

Upravljački mehanizam sa zupčastom letvom se sastoji od:
- kotača upravljača,
- osovine upravljača s kućištem,
- kardanske osovine upravljača sa zglobovima,
- zupčaste letve s kućištem,
- zupčanika (puža) zupčaste letve,
- spone (lijeve i desne),
- krajnika spone (lijevog i desnog).

Okretna sila kojom vozač djeluje na kotač upravljača prenosi se kao okretni moment na osovinu upravljača koja se nalazi u odgovarajućem kućištu, okretni moment se dalje prenosi na kardansku osovinu upravljača, zupčanik (puž) zupčaste letve, zupčastu letvu, spone upravljača, hvatište rukavaca i same kotače.

## Zupčasta lokomotiva
Prije otprilike 100-tinjak godina na željeznicama su postojale i zupčaste lokomotive, koje su koristile mehanizam sa zupčastom letvom. Danas u nekim zemljama i danas su u pogonu kao turistička zanimljivost. Zupčasta vuča se koristila i u rudarstvu. Zupčasta vuča se ostvaruje odrivanjem zubaca pogonjenog zupčanika na vozilu od zupce na zupčastoj tračnici.  Veličina te sile nije ničim ograničena, osim dimenzijama i izborom materijala, u kojem pogledu pak nema ograničenja. Čak ni nagib ne predstavlja nikakav problem, jer se dodavanjem protukotača sprječava spadanje pogonskog zupčastog kotača (to najčešće i nije zupčanik u konvencionalnom smislu) sa zupčaste tračnice. Takvo rješenje ujedno osigurava i točan međusobni položaj kotača i tračnice, što je preduvjet za jednoličan i pouzdan rad odnosno gibanje. Nekad se ovakav način pogona koristio u javnom željezničkom prometu u brdskim područjima, pri velikim usponima, kao i ponegdje na prvim površinskim kopovima. Zbog (pre)malih brzina kod prvih i napuštanja pružnog prometa uopće kod drugih, pao je i ovaj način pogona pomalo u zaborav.